# モスク
モスク（英: mosque）は、イスラム教の礼拝堂のことである。
アラビア語ではマスジド（مَسْجِد, masjid, 「ひざまずく場所」（サジダ سجدة を行う場所）の意）もしくはジャーミイ（جامع, jāmiʿ, 「集まり」（ジュムア جمعة も同源）の意）と言い、モスクはマスジドが訛った語である。イスラーム帝国がイベリア半島を占領していた時代、マスジドがスペイン語でメスキータ(mezquita) となり、それが英語ではさらに訛ってモスク(mosque) となった。多くの言語ではマスジドに由来する言葉で呼ぶが、ジャーミイに由来する言葉で呼ぶ言語（トルコ語: cami、ギリシア語: τζαμί、アルバニア語: xhami、ルーマニア語: džámija）もある。中国ではモスクを清真寺（拼音: qīngzhēnsì、せいしんじ、清真はハラールの中国語訳）と呼び、ロシアではメチェーチ（мечеть）と呼んでいる。
モスクは欧米、日本、韓国などにおける呼称である。しばしばイスラーム寺院または回教寺院と訳されるが、モスクの中には一部の例外となるものを除いて崇拝の対象物はなく、あくまで礼拝を行うための場である。

## 概要

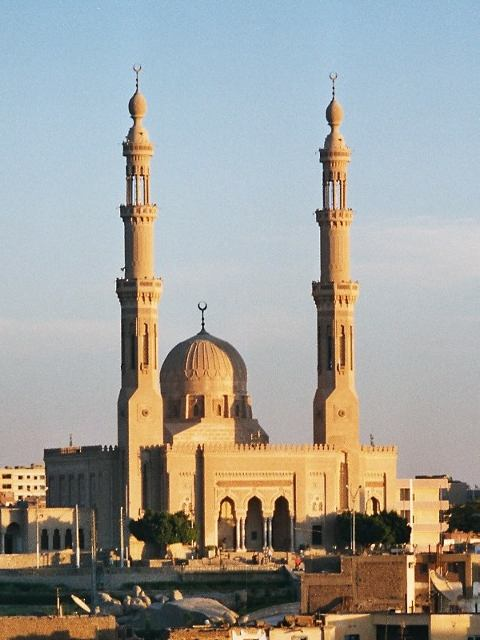
エジプトのアスワンにあるモスク

モスクは都市の各街区、各村ごとに設けられる。都市の中心には金曜礼拝を行うための大きなモスクが置かれ、金曜モスク（マスジド・ジャーミイ مسجد جامع masjid jāmi` 、略してジャーミイ جامع jāmi` ）と呼ばれる 。このようなモスクは、専任職員としてイマーム（導師）、ムアッジン（アザーンを行う者）を抱えている。エジプトのカイロにあるアズハルのような特に大きなモスクは複合施設（コンプレックス）を伴っており、マスジド（ジャーミイ）だけでなくマドラサ（イスラーム学院）や病院、救貧所のような慈善施設が併設されている場合もある。これらのモスク複合施設の維持・運営はワクフ（寄進財産）によって担われる。
伝統的に、モスクは政府の布告を通達する役所、カーディーの法廷が開かれる裁判所、ムスリム（イスラーム教徒）の子弟に読み書きを教える初等学校（クッターブ）であった。また、小モスクは現在でも「無料人生相談所」とでも言うべき機能を持っており、近隣に住むイスラーム法の知識を持った人物が、人生相談に対してイスラーム法に基づいて助言・回答などを与える場所として活用されている。
一部のモスクは、イスラム過激派の勧誘に利用されていると報道されている。 
また、モスクの中には歴史上ならび芸術的な観点での付加価値が高いものがあり、世界各国に点在する。それらの中には、嘗て存在していたが何らかの要因から倒壊してしまったものや損壊が著しいもの、ある理由から存在自体が危ぶまれているものが含まれている。このため、これらを如何なる形で確実に保存あるいはどう復元させるかが問題となっている面がある。
モスクのない地域ではムスリムの旅行者や留学生に配慮し、駅の構内や市役所などの公共施設やホテルに礼拝用の部屋を用意する例もある。またオリンピックなどの大規模なイベントではムスリムの旅行者が急増するため、トラックの荷台に礼拝所を乗せた「モスクカー」で対応することも検討されている。

## モスクの内部と設備

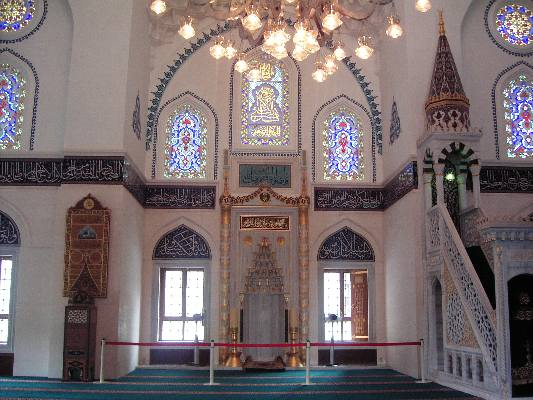
東京ジャーミイの内部

偶像崇拝を排除する教義に従い、神や天使および預言者や聖者の像（偶像）は置かれることも描かれることもない。装飾は幾何学模様、カリグラフィー（アラビア書道）、アラベスクが主に用いられる。カアバ（マッカ）の方角に向けて、壁にミフラーブ（ محراب miḥrāb）と呼ばれる窪みがある。これは礼拝の方角をモスクへ集う人々に指し示すためのものだが、無くてもよいとされる。その向かって右隣にはミンバルという階段状の説教壇がある。礼拝の前に体を清める（ウドゥ）ための洗い場があるほか、ミナレットという礼拝への呼びかけに用いる塔を擁する場合も多い。

## モスク建築
建築構造は、回廊に囲まれた四角形の広い中庭と礼拝堂を持つ形が基本形である。アラブ圏ではダマスカスのウマイヤ・モスクのようにキリスト教の教会の構造を取り入れた多柱式のモスクが主流であったが、イランではイーワーン（半ドーム）を多用した形式が起こった。アナトリア半島では中庭をドームで覆う形式が起こり、オスマン帝国に至ってビザンツ帝国のキリスト教の教会建築を取り入れ、大ドームを小ドームや半ドームで支えることで柱のない広大な礼拝堂空間を持つ形式を生み出した。オスマン帝国はコンスタンティノープル（現・イスタンブール）征服後、教会だったアヤソフィアをモスクに転用した（トルコ共和国建国後、博物館とされた）。
図像を廃した内装と外観を持つモスクは、その装飾美・建築美から、非イスラーム教徒にとっても観光施設としての役割も果たしている。イスタンブールのスルタンアフメト・モスク（トルコ語名スルタンアフメット・ジャーミー。通称ブルーモスク）や、イラン、イスファハーンのイマーム・モスク（ペルシア語名マスジデ・エマーム。旧名はマスジデ・シャーで、意味は「王のモスク」）などの著名なモスクは世界遺産に登録されており、世界中から観光客を集めている。

## 日本におけるモスク
ムスリムの居住者や旅行者が増えると、イスラム圏以外でもモスクが新設される。日本では1935年開設の神戸ムスリムモスク（兵庫県神戸市）が最古である。早稲田大学名誉教授の店田広文によると、1980年代前半は4か所だった日本国内のモスクは、2024年4月時点で133か所に増加した。1980年代のバブル景気時にイスラム圏のイランやパキスタン、バングラデシュから労働者が、1990年代以降は留学生や研修生、技能実習生としてインドネシアなどから来日するムスリムの増加を背景に、三大都市圏から各地の県庁所在地などへ広がった。日本国内のモスクは礼拝のほか、在日ムスリムの結婚式に使われることもある。
2023年12月時点で日本国内には約27万人のムスリムが暮らすと推定されており、うち約4万3000人は改宗・入信した日本人である。日本全体では少数であるため、近隣でのモスク設立に不安・反発を表明する日本人も多い。このため町内会に加盟するなど地域活動に参加したり、街並みに調和した外観にしたりするといった配慮をするモスクもある。

## ギャラリー

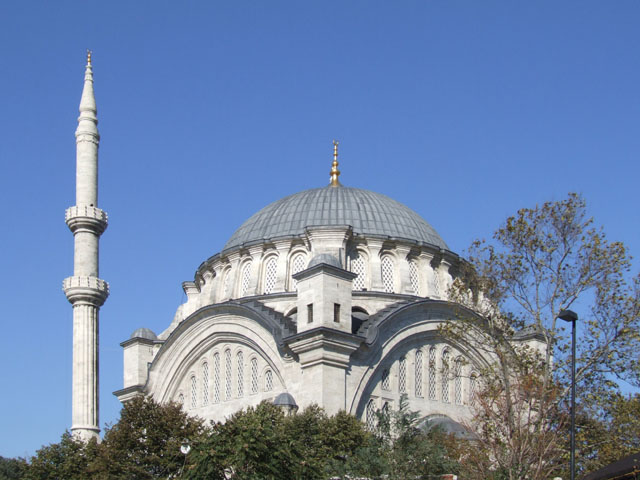
伝統様式のヌルオスマニエ・モスク
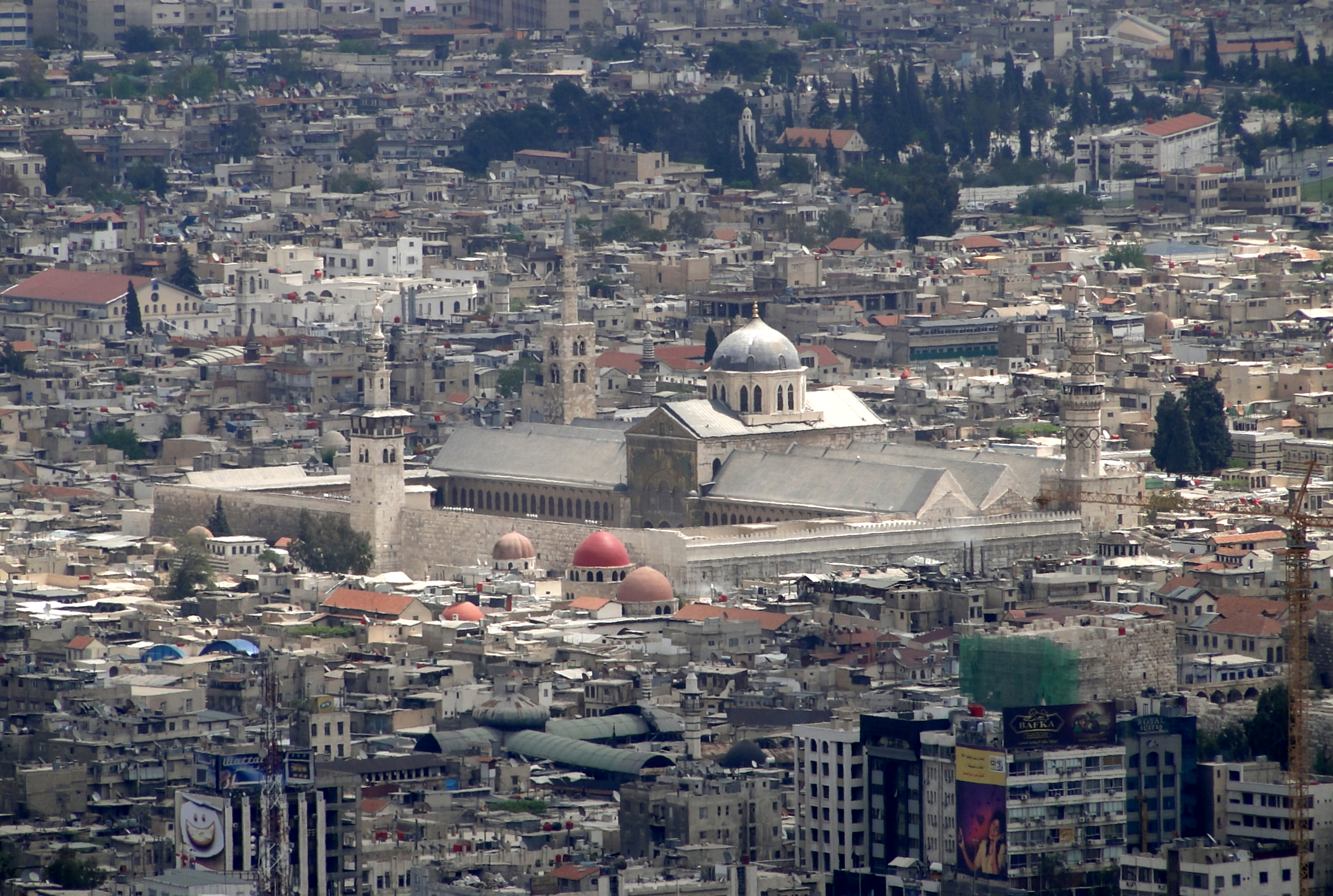
世界最古のウマイヤド・モスク
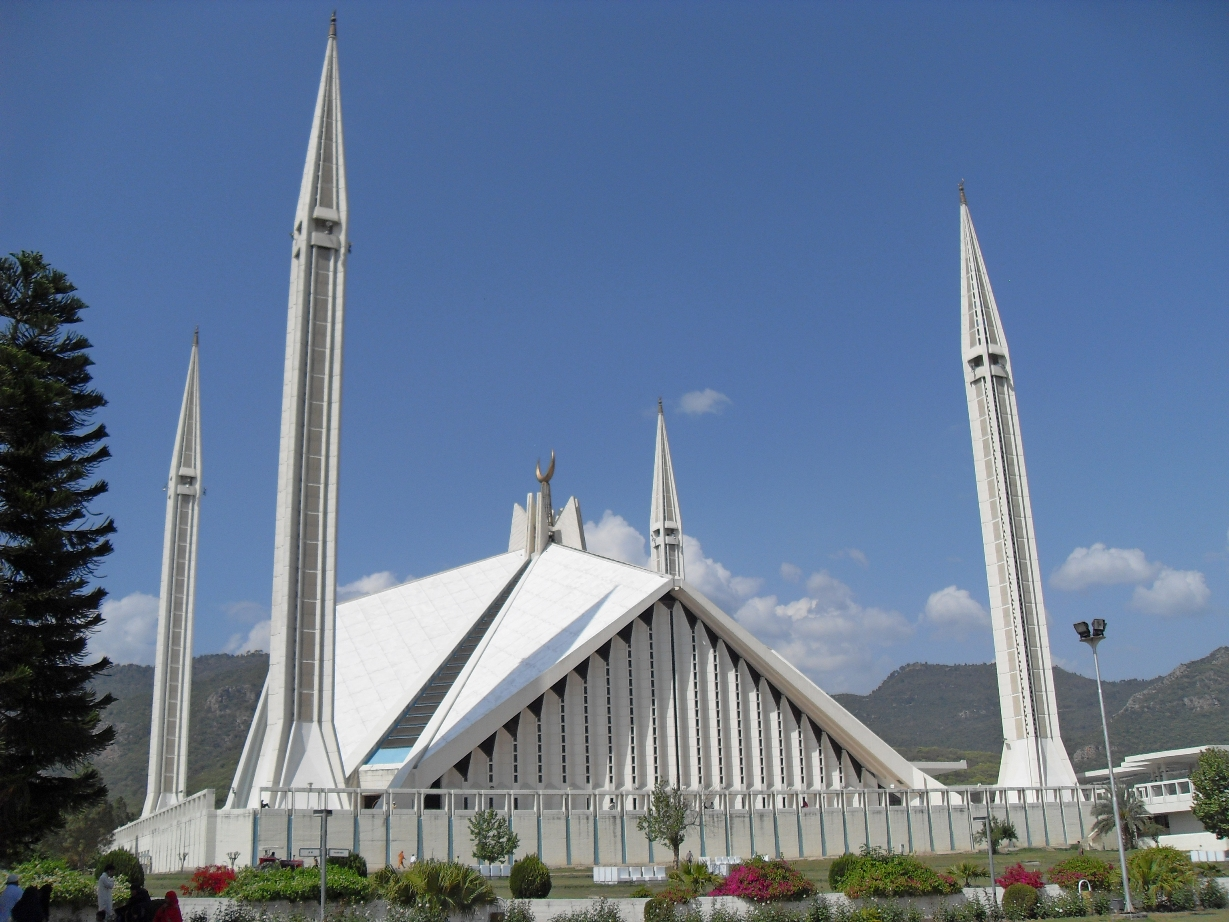
現代建築のファイサル・モスク
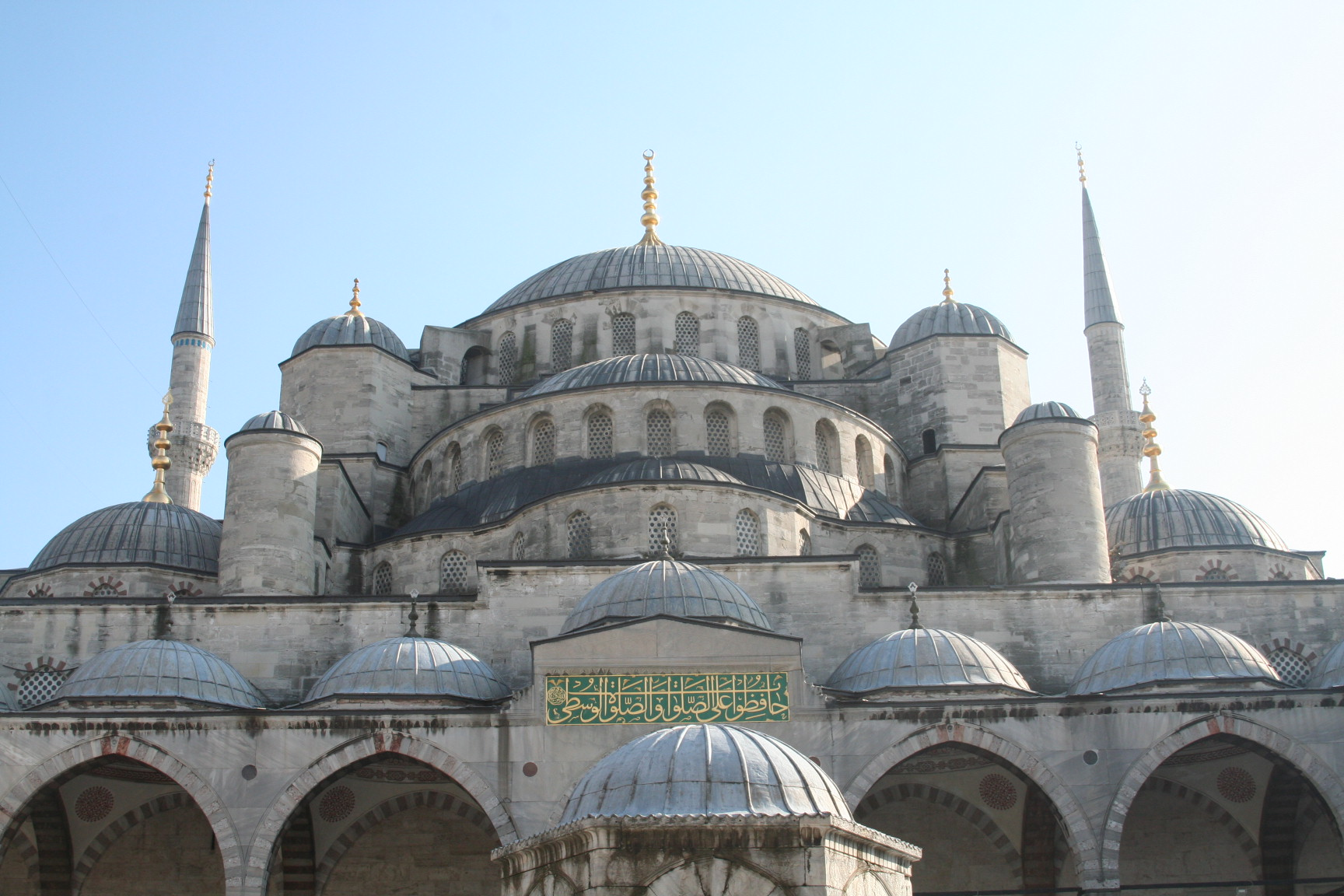
スルタンアフメト・モスク（イスタンブール）
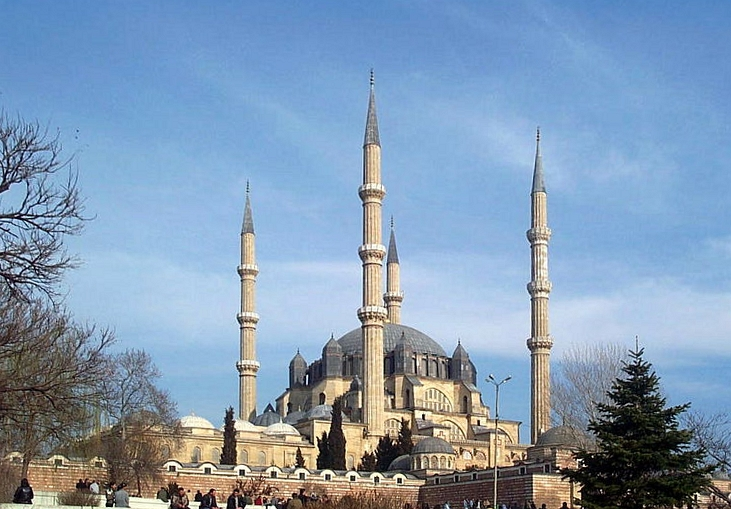
セリミエ・モスク（エディルネ）
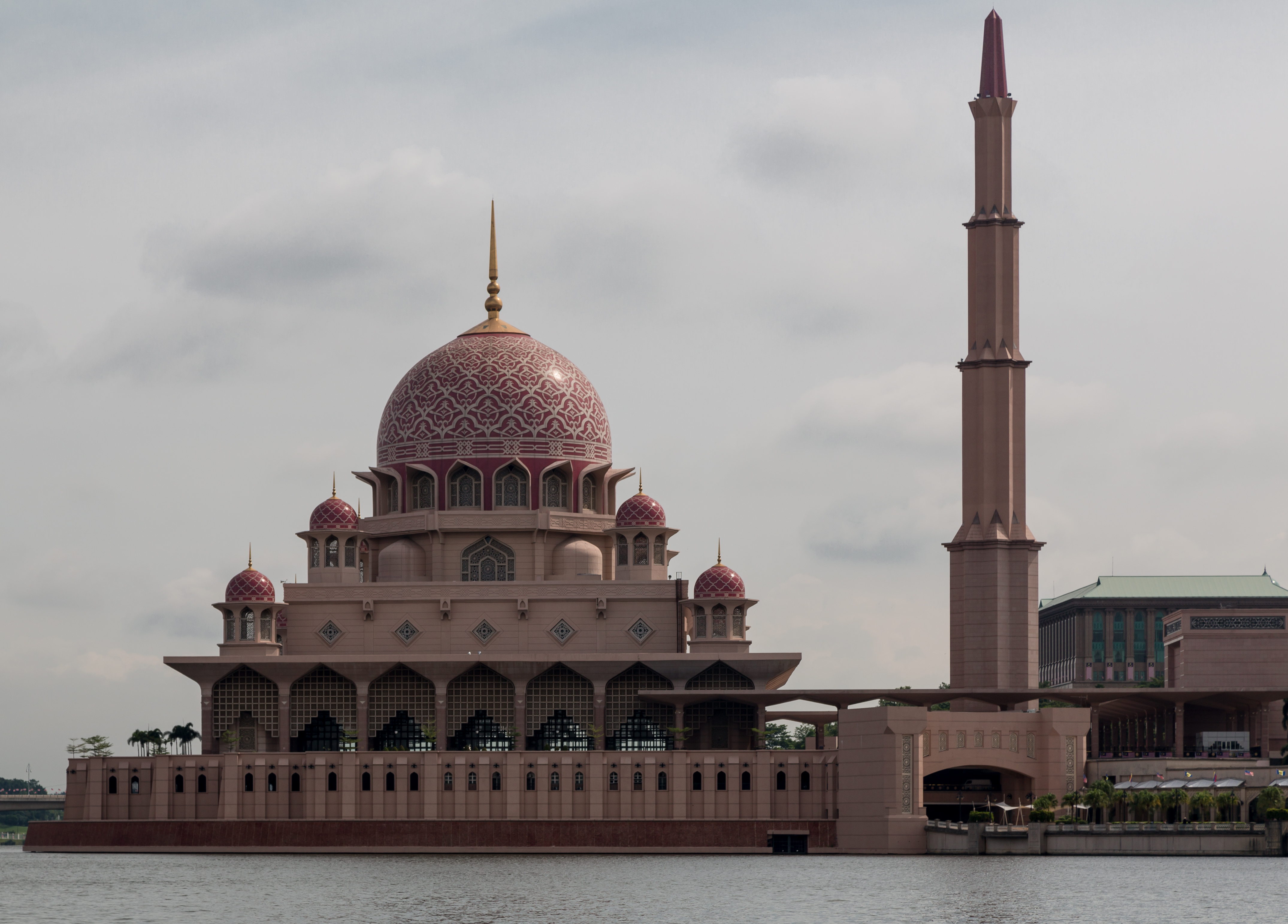
プトラ・モスク（マレーシア）
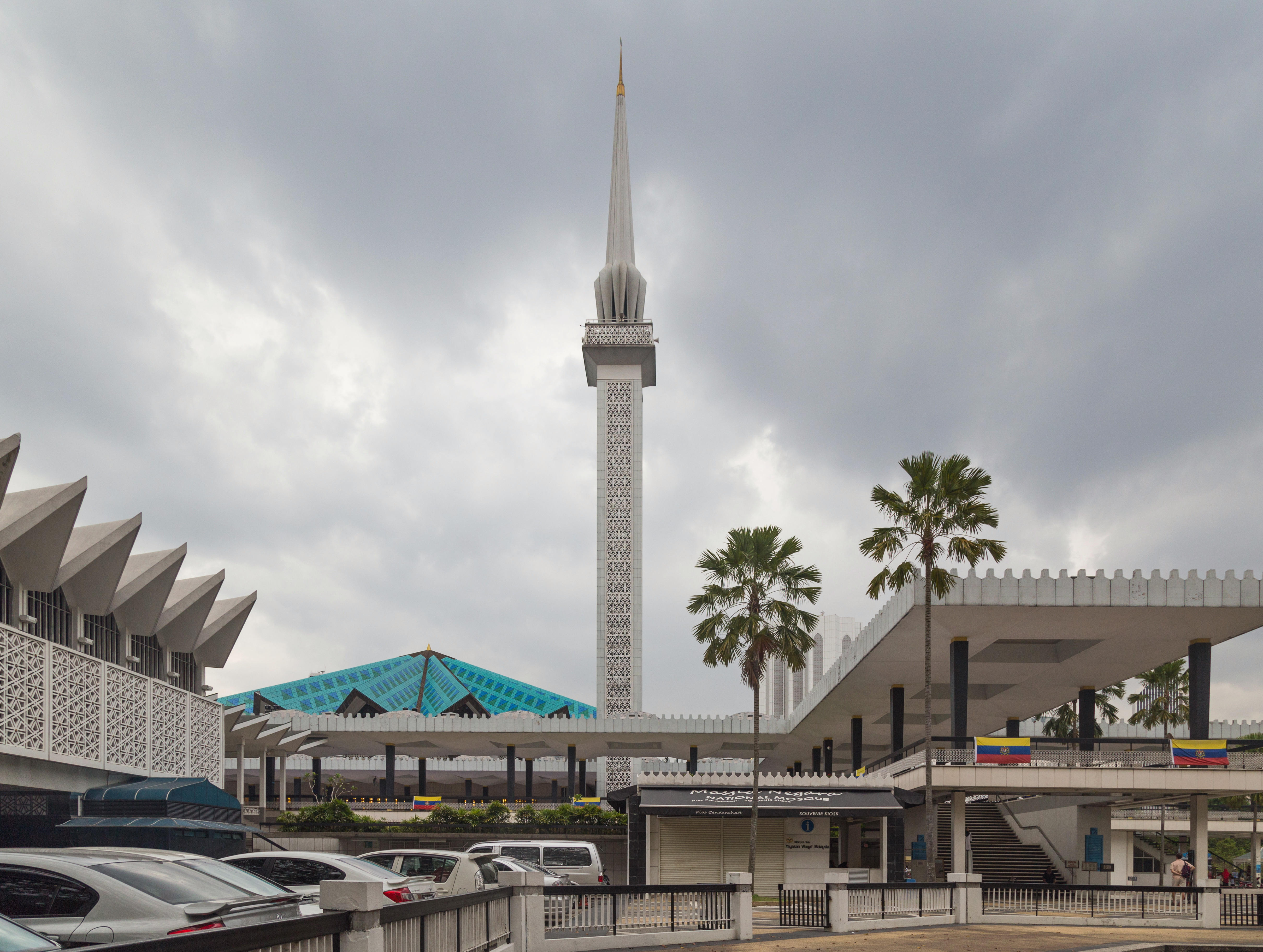
マスジッド・ネガラ（マレーシア）
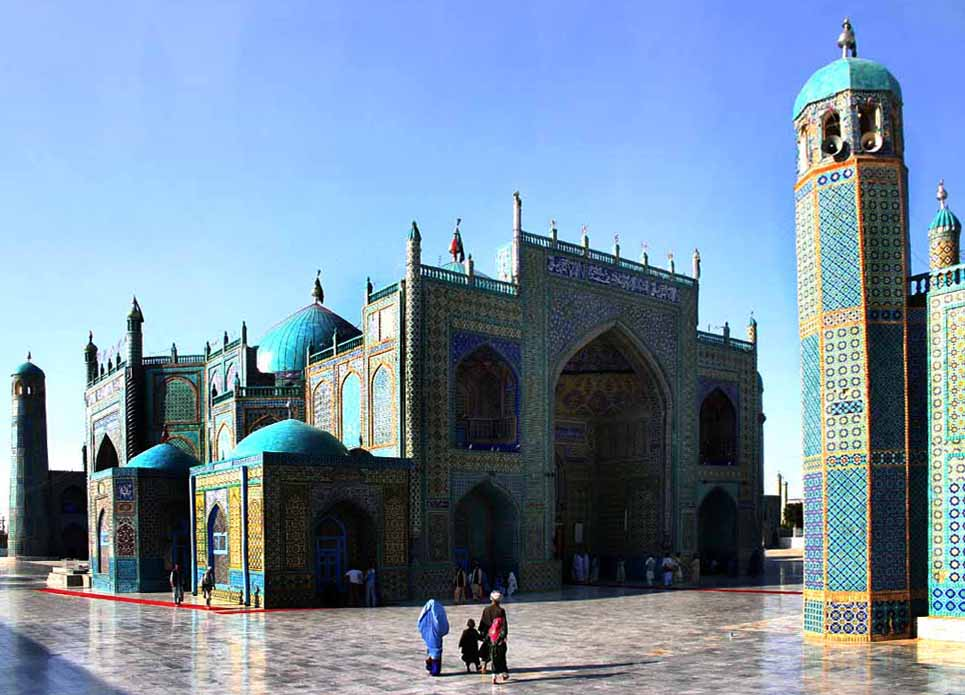
マザーリシャリーフ（アフガニスタン）
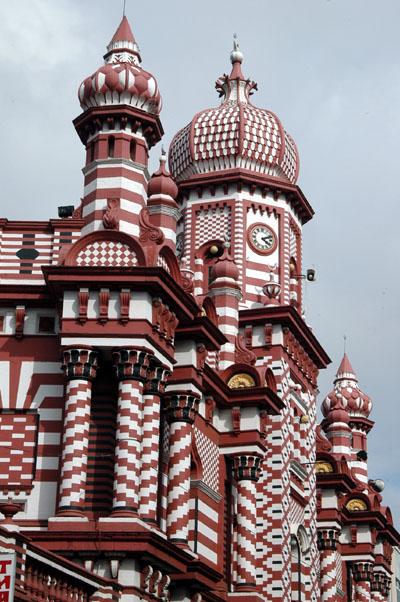
ジャミ・ウル・アルファー・モスク（スリランカ）
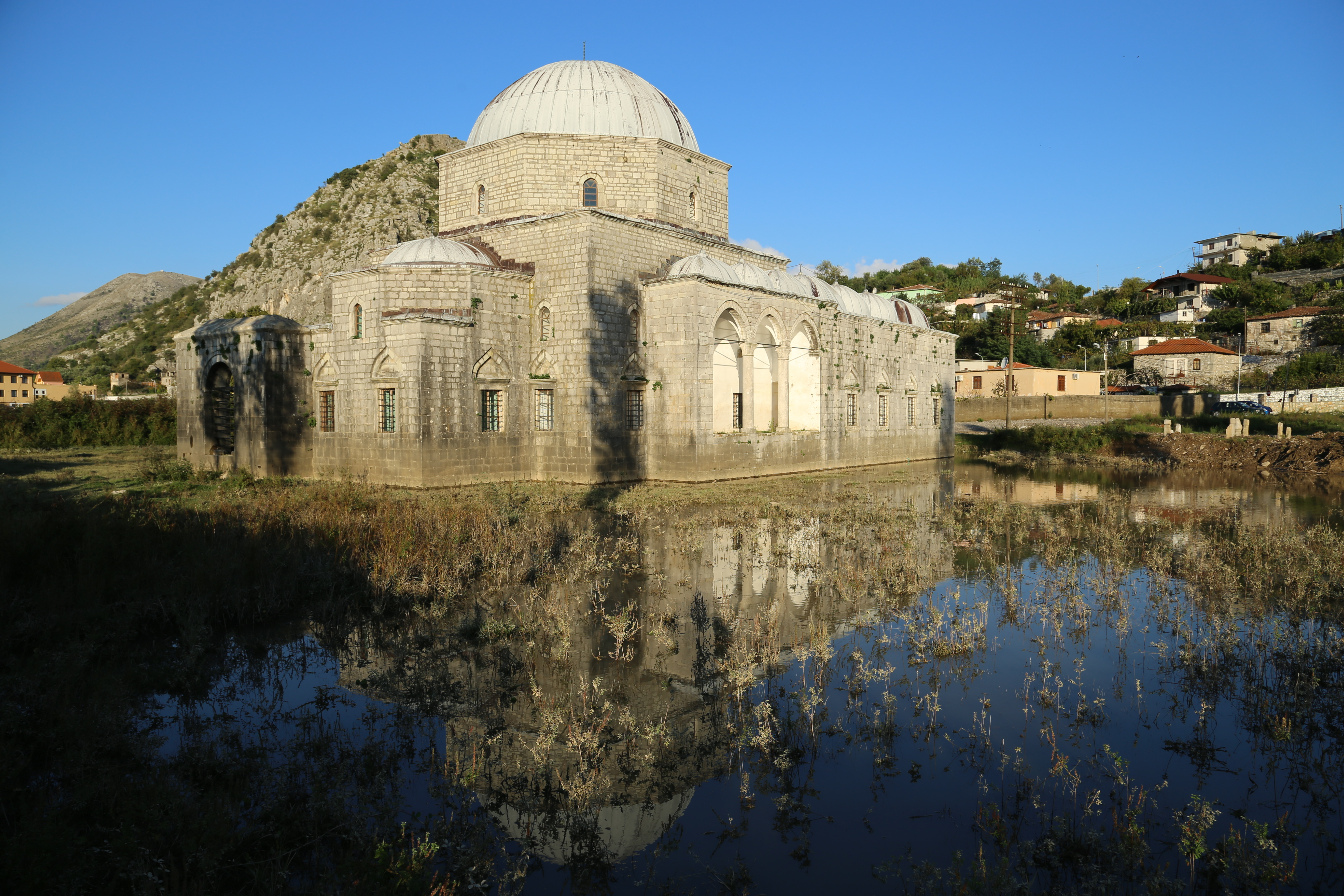
リードモスク（アルバニア）
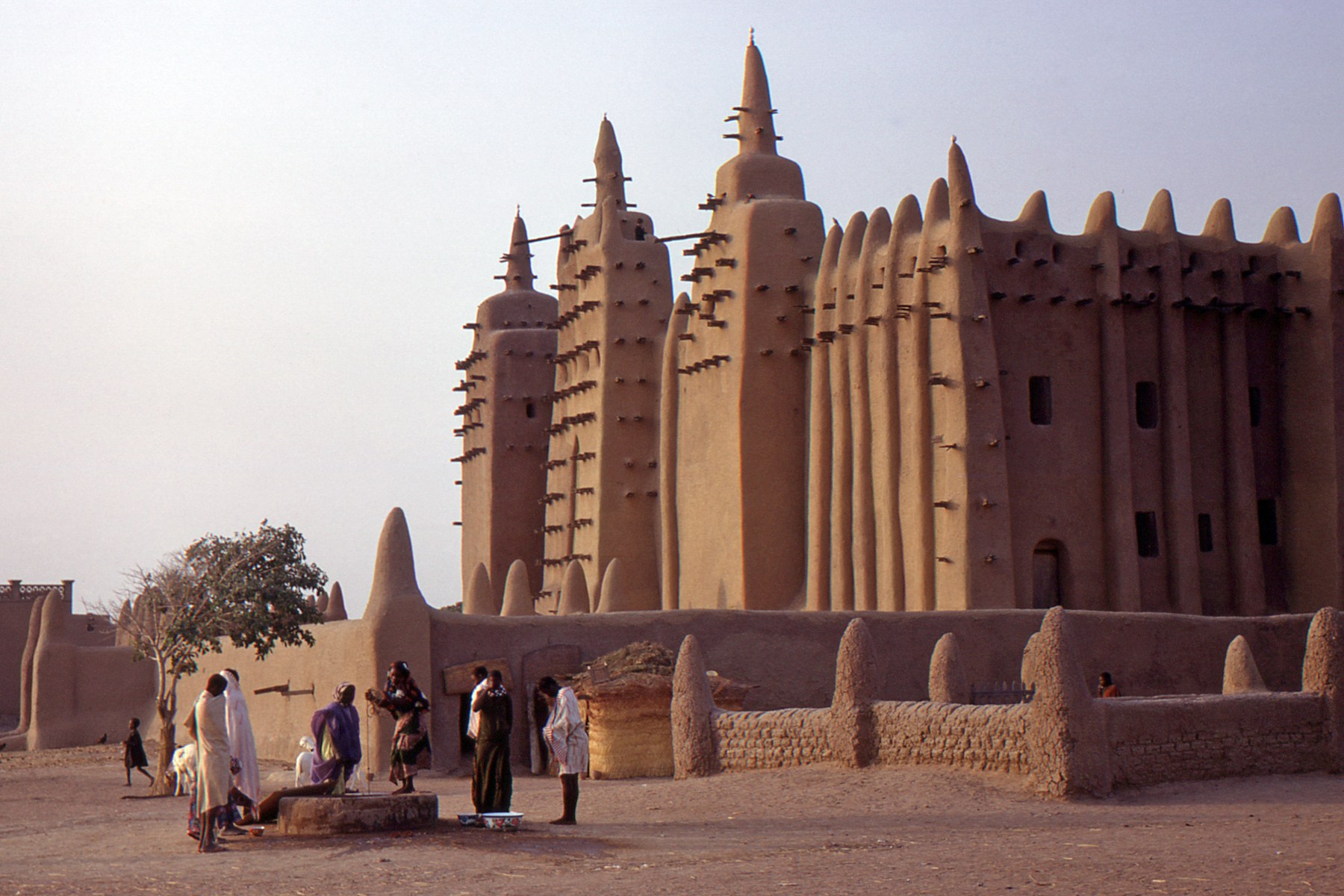
泥のモスク（マリ共和国）
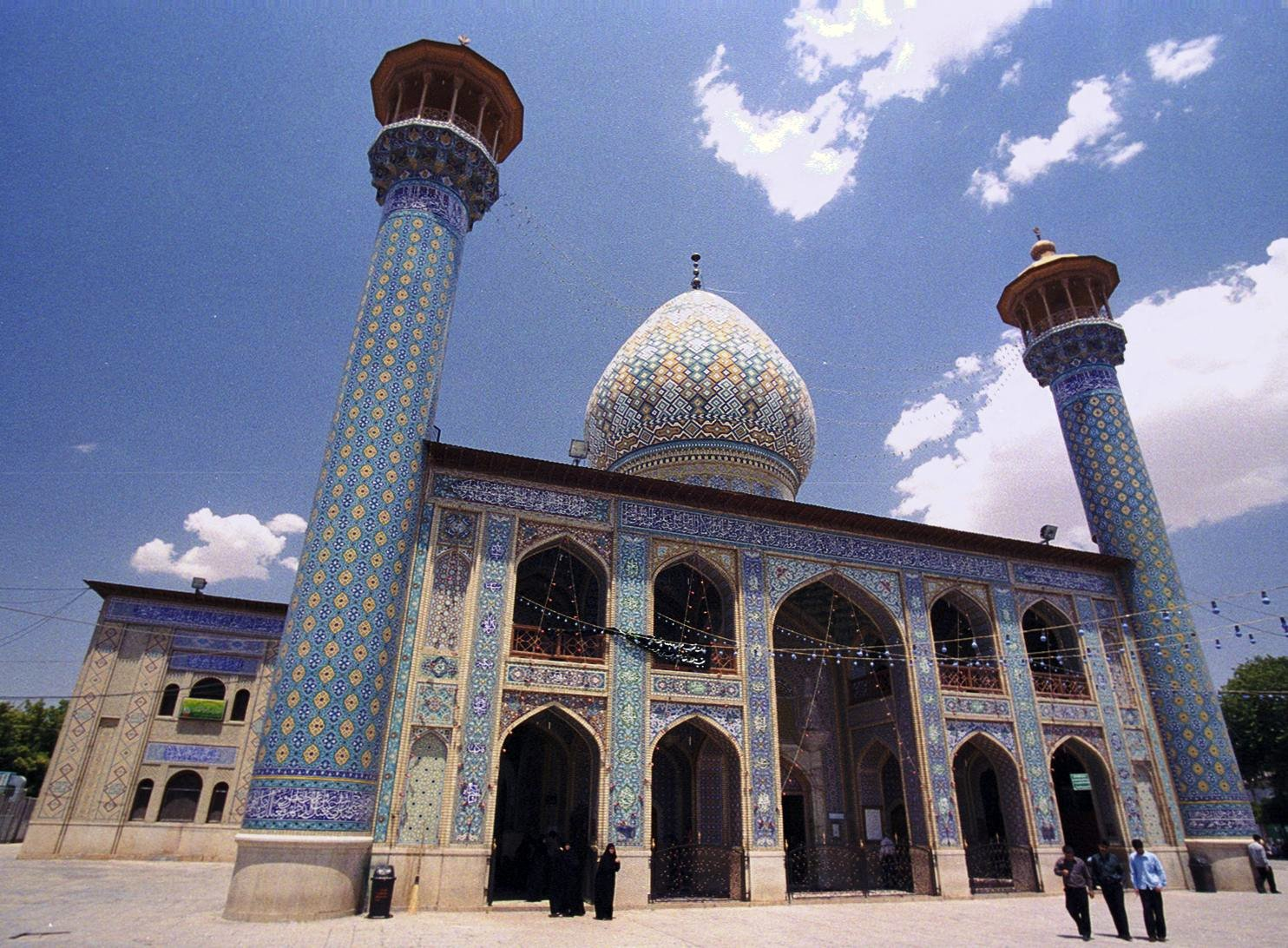
ナスィーロル・モルク・モスク（イラン）
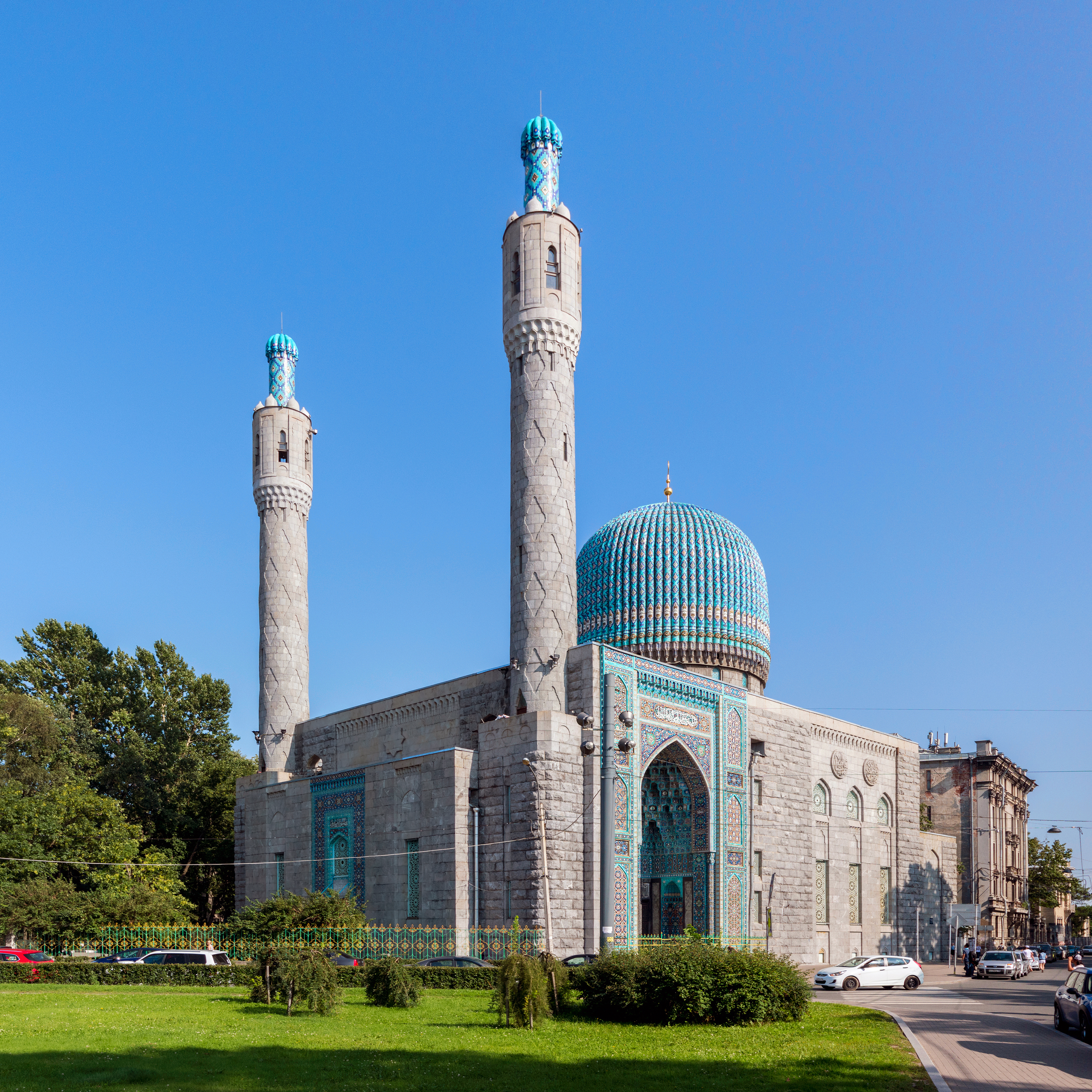
サンクトペテルブルクモスク（ロシア）
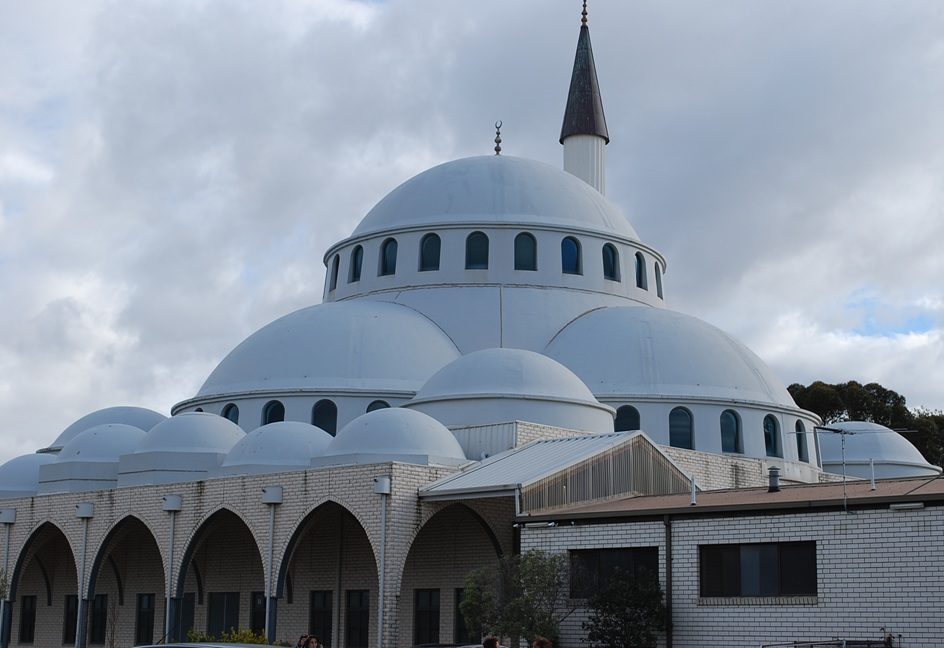
サンシャインモスク（オーストラリア）
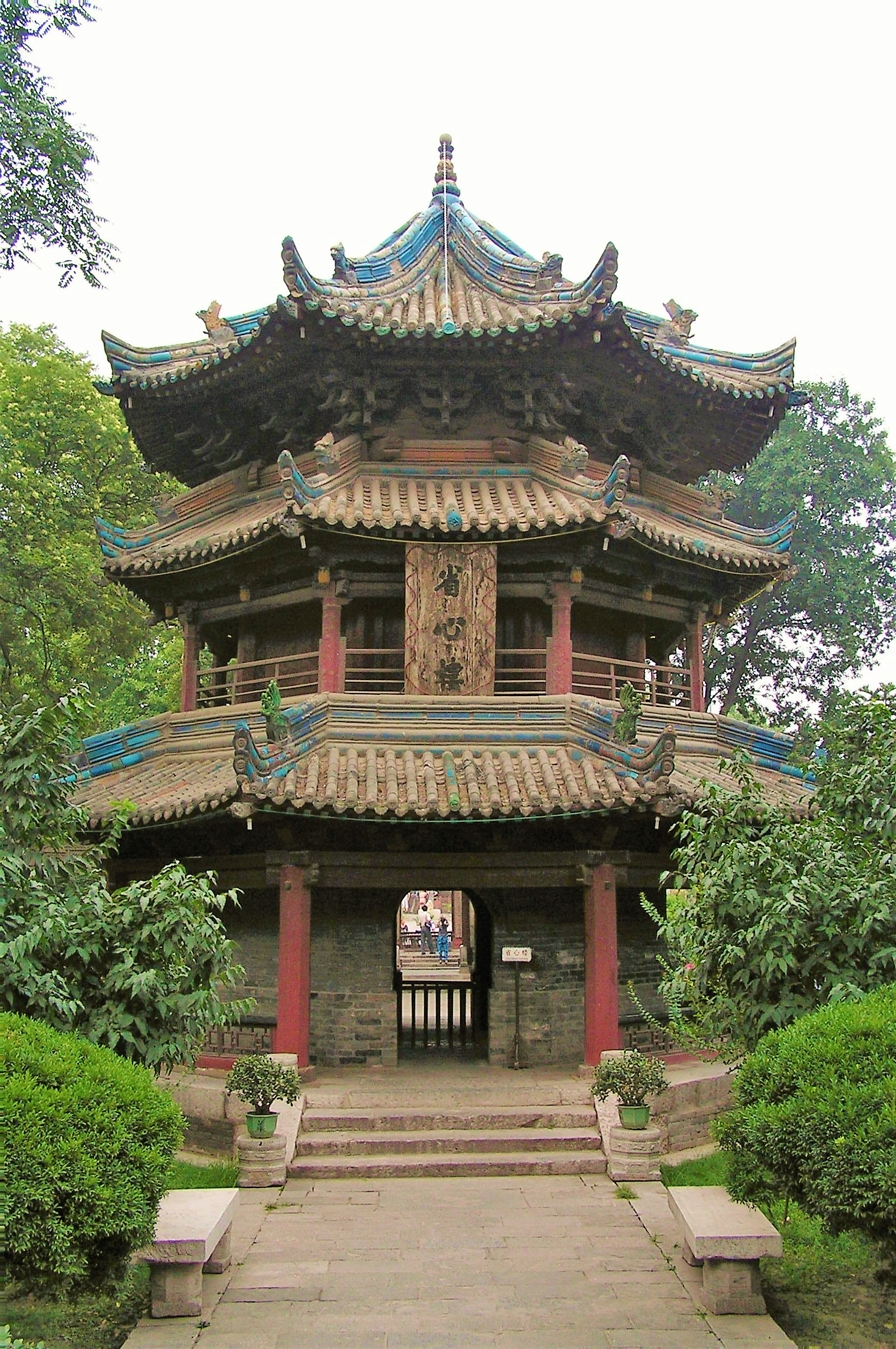
西安大清真寺（中国）
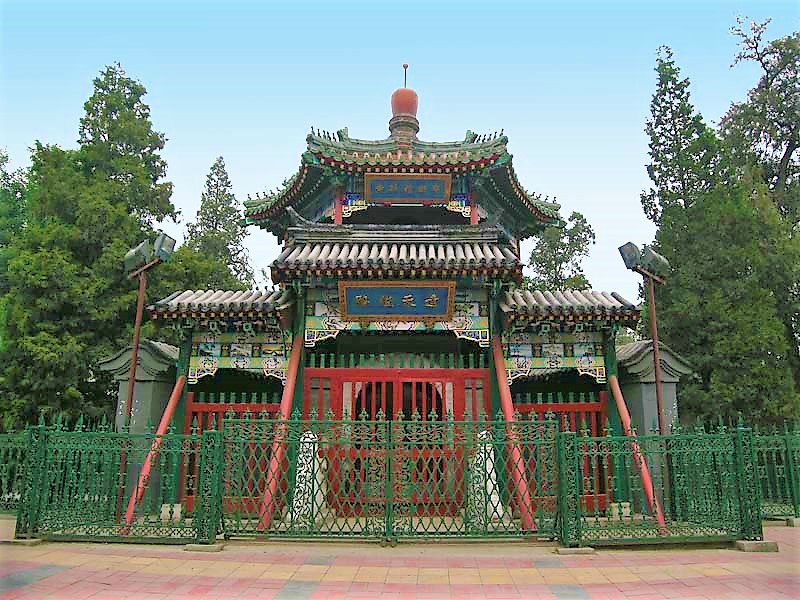
牛街清真寺（中国・北京市）
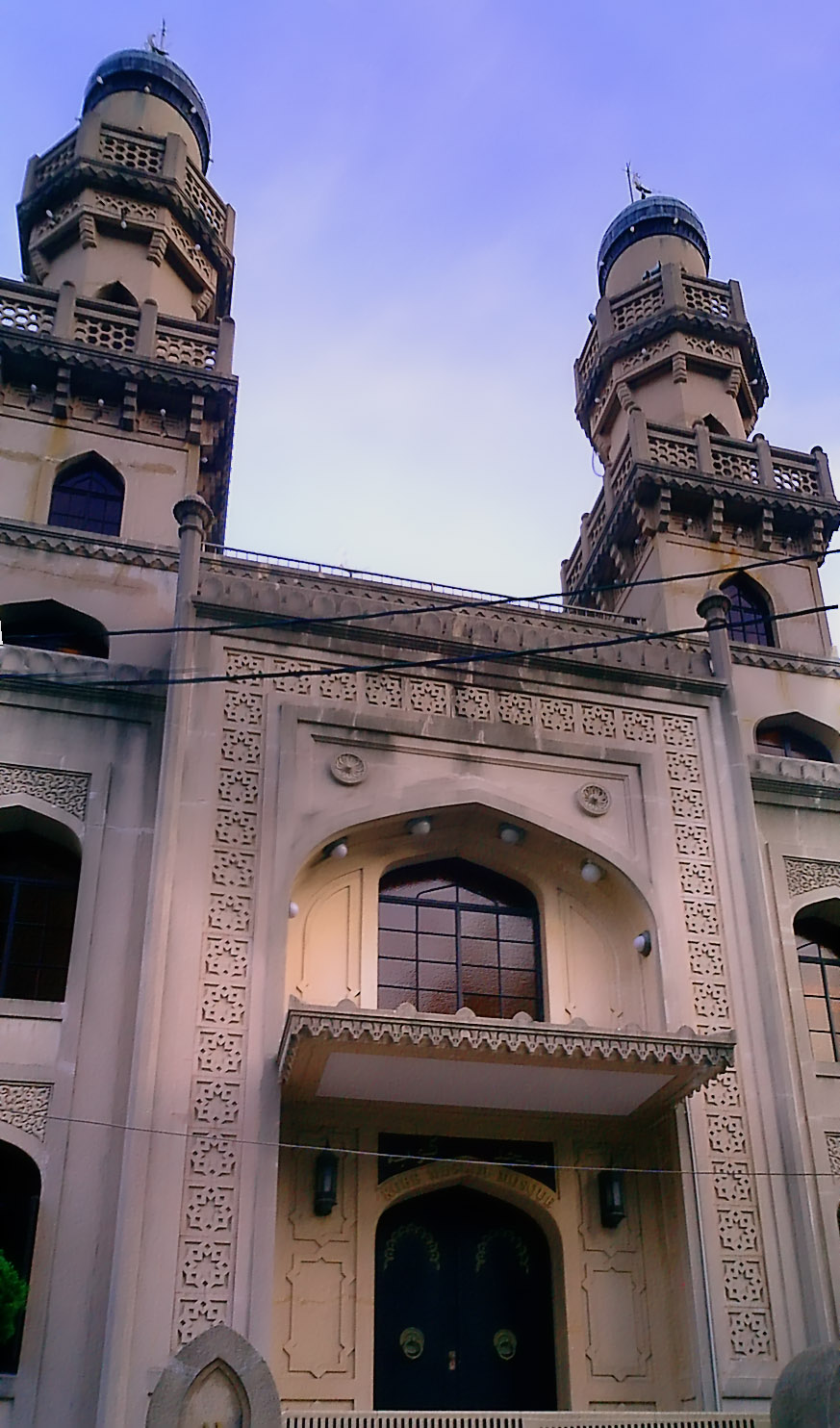
神戸モスク（兵庫県神戸市中央区）
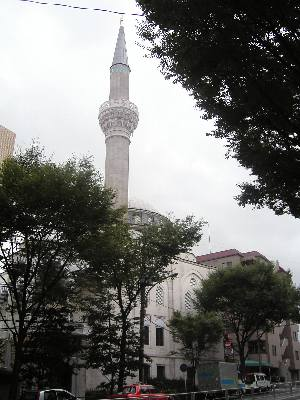
東京ジャーミイ（東京都渋谷区）
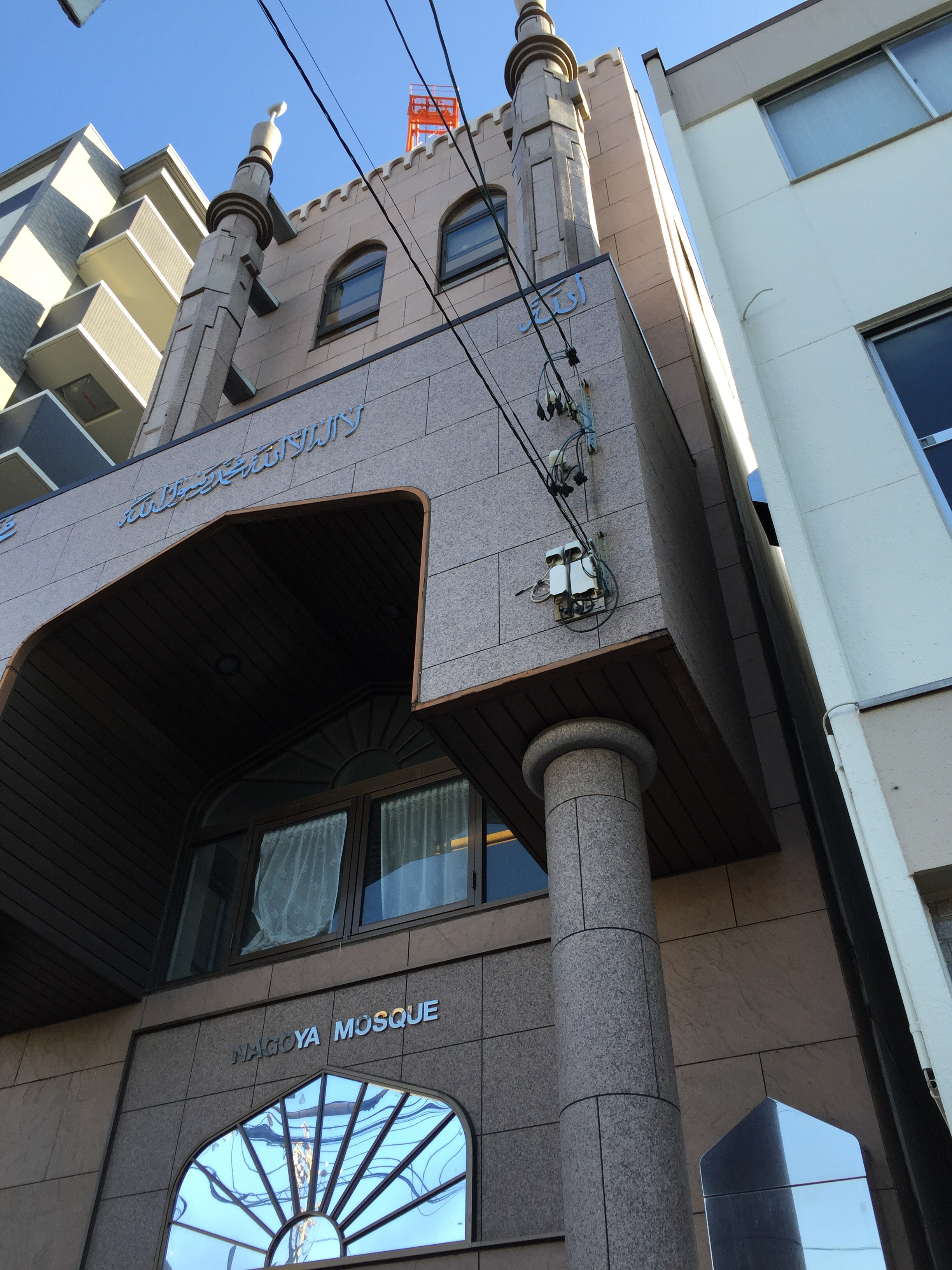
名古屋モスク（愛知県名古屋市中村区）